# 12. etape af Vuelta a España 2018
12. etape af Vuelta a España 2018 gik fra Mondoñedo til Punta de Estaca de Bares 6. september 2018. 
Alexandre Geniez vandt etapen og Jesús Herrada overtog den røde førertrøje.

## Etaperesultater
| \| Etaperesultat \| Etaperesultat \| Etaperesultat \| Etaperesultat \| Etaperesultat \| \| Rytter \| Rytter \| Hold \| Tid \| \| \| ------------- \| ------------------ \| ----------------- \| ------------- \| ------------- \| \| 1. \| Alexandre Geniez \| AG2R La Mondiale \| 4t 22' 59" \| \| \| 2. \| Dylan van Baarle \| Team Sky \| + 0" \| \| \| 3. \| Mark Padun \| Bahrain-Merida \| + 0" \| \| \| 4. \| Dylan Teuns \| BMC Racing Team \| + 0" \| \| \| 5. \| Victor Campenaerts \| Lotto-Soudal \| + 2" \| \| \| 6. \| Davide Formolo \| Bora-Hansgrohe \| + 5" \| \| \| 7. \| Gianluca Brambilla \| Trek-Segafredo \| + 24" \| \| \| 8. \| Dries Devenyns \| Quick-Step Floors \| + 48" \| \| \| 9. \| Thomas De Gendt \| Lotto-Soudal \| + 2' 27" \| \| \| 10. \| Valerio Conti \| UAE Team Emirates \| + 2' 29" \| \| |                    |                   |            |
| |                    |                   |            |
| Kilde: ProCyclingStats |                    |                   |            |
| Etaperesultat |                    |                   |            |
| Rytter | Rytter             | Hold              | Tid        |
| 1. | Alexandre Geniez   | AG2R La Mondiale  | 4t 22' 59" |
| 2. | Dylan van Baarle   | Team Sky          | + 0"       |
| 3. | Mark Padun         | Bahrain-Merida    | + 0"       |
| 4. | Dylan Teuns        | BMC Racing Team   | + 0"       |
| 5. | Victor Campenaerts | Lotto-Soudal      | + 2"       |
| 6. | Davide Formolo     | Bora-Hansgrohe    | + 5"       |
| 7. | Gianluca Brambilla | Trek-Segafredo    | + 24"      |
| 8. | Dries Devenyns     | Quick-Step Floors | + 48"      |
| 9. | Thomas De Gendt    | Lotto-Soudal      | + 2' 27"   |
| 10. | Valerio Conti      | UAE Team Emirates | + 2' 29"   |

## Samlet efter etapen

### Samlede stilling
| \| Samlede stilling \| Samlede stilling \| Samlede stilling \| Samlede stilling \| Samlede stilling \| \| Rytter \| Rytter \| Hold \| Tid \| \| \| ---------------- \| ------------------ \| -------------------------- \| ---------------- \| ---------------- \| \| 1. \| Jesús Herrada \| Cofidis, Solutions Crédits \| 50t 28' 56" \| \| \| 2. \| Simon Yates \| Mitchelton-Scott \| + 3' 22" \| \| \| 3. \| Alejandro Valverde \| Movistar Team \| + 3' 23" \| \| \| 4. \| Nairo Quintana \| Movistar Team \| + 3' 36" \| \| \| 5. \| Jon Izagirre \| Bahrain-Merida \| + 3' 39" \| \| \| 6. \| Tony Gallopin \| AG2R La Mondiale \| + 3' 46" \| \| \| 7. \| Emanuel Buchmann \| Bora-Hansgrohe \| + 3' 46" \| \| \| 8. \| Miguel Ángel López \| Astana \| + 3' 49" \| \| \| 9. \| Rigoberto Urán \| EF Education First-Drapac \| + 3' 54" \| \| \| 10. \| Steven Kruijswijk \| LottoNL-Jumbo \| + 4' 05" \| \| |                    |                            |             |
| |                    |                            |             |
| Kilde: ProCyclingStats |                    |                            |             |
| Samlede stilling |                    |                            |             |
| Rytter | Rytter             | Hold                       | Tid         |
| 1. | Jesús Herrada      | Cofidis, Solutions Crédits | 50t 28' 56" |
| 2. | Simon Yates        | Mitchelton-Scott           | + 3' 22"    |
| 3. | Alejandro Valverde | Movistar Team              | + 3' 23"    |
| 4. | Nairo Quintana     | Movistar Team              | + 3' 36"    |
| 5. | Jon Izagirre       | Bahrain-Merida             | + 3' 39"    |
| 6. | Tony Gallopin      | AG2R La Mondiale           | + 3' 46"    |
| 7. | Emanuel Buchmann   | Bora-Hansgrohe             | + 3' 46"    |
| 8. | Miguel Ángel López | Astana                     | + 3' 49"    |
| 9. | Rigoberto Urán     | EF Education First-Drapac  | + 3' 54"    |
| 10. | Steven Kruijswijk  | LottoNL-Jumbo              | + 4' 05"    |

### Pointkonkurrencen
| Pointkonkurrence | Pointkonkurrence     | Pointkonkurrence  | Pointkonkurrence | Pointkonkurrence |
| Rytter           | Rytter               | Hold              | Point            |                  |
| ---------------- | -------------------- | ----------------- | ---------------- | ---------------- |
| 1.               | Alejandro Valverde   | Movistar Team     | 85 point         |                  |
| 2.               | Peter Sagan          | Bora-Hansgrohe    | 83 point         |                  |
| 3.               | Elia Viviani         | Quick-Step Floors | 66 point         |                  |
| 4.               | Ben King             | Dimension Data    | 58 point         |                  |
| 5.               | Danny van Poppel     | LottoNL-Jumbo     | 56 point         |                  |
| 6.               | Alessandro De Marchi | BMC Racing Team   | 53 point         |                  |
| 7.               | Giacomo Nizzolo      | Trek-Segafredo    | 53 point         |                  |
| 8.               | Dylan Teuns          | BMC Racing Team   | 52 point         |                  |
| 9.               | Michał Kwiatkowski   | Team Sky          | 50 point         |                  |
| 10.              | Bauke Mollema        | Trek-Segafredo    | 44 point         |                  |

### Bjergkonkurrencen
| Bjergkonkurrence | Bjergkonkurrence     | Bjergkonkurrence           | Bjergkonkurrence | Bjergkonkurrence |
| Rytter           | Rytter               | Hold                       | Point            |                  |
| ---------------- | -------------------- | -------------------------- | ---------------- | ---------------- |
| 1.               | Luis Ángel Maté      | Cofidis, Solutions Crédits | 60 point         |                  |
| 2.               | Ben King             | Dimension Data             | 33 point         |                  |
| 3.               | Bauke Mollema        | Trek-Segafredo             | 30 point         |                  |
| 4.               | Pierre Rolland       | EF Education First-Drapac  | 26 point         |                  |
| 5.               | Thomas De Gendt      | Lotto-Soudal               | 16 point         |                  |
| 6.               | Ben Gastauer         | AG2R La Mondiale           | 7 point          |                  |
| 7.               | Alejandro Valverde   | Movistar Team              | 6 point          |                  |
| 8.               | Alessandro De Marchi | BMC Racing Team            | 6 point          |                  |
| 9.               | Dylan Teuns          | BMC Racing Team            | 6 point          |                  |
| 10.              | Nikita Stalnow       | Astana                     | 6 point          |                  |

### Kombinationskonkurrencen
| Kombinationskonkurrence | Kombinationskonkurrence | Kombinationskonkurrence   | Kombinationskonkurrence | Kombinationskonkurrence |
| Rytter                  | Rytter                  | Hold                      | Point                   |                         |
| ----------------------- | ----------------------- | ------------------------- | ----------------------- | ----------------------- |
| 1.                      | Alejandro Valverde      | Movistar Team             | 11 point                |                         |
| 2.                      | Ben King                | Dimension Data            | 26 point                |                         |
| 3.                      | Miguel Ángel López      | Astana                    | 37 point                |                         |
| 4.                      | Bauke Mollema           | Trek-Segafredo            | 42 point                |                         |
| 5.                      | Simon Yates             | Mitchelton-Scott          | 49 point                |                         |
| 6.                      | Michał Kwiatkowski      | Team Sky                  | 50 point                |                         |
| 7.                      | Nairo Quintana          | Movistar Team             | 51 point                |                         |
| 8.                      | Dylan Teuns             | BMC Racing Team           | 57 point                |                         |
| 9.                      | Simon Clarke            | EF Education First-Drapac | 81 point                |                         |
| 10.                     | Gianluca Brambilla      | Trek-Segafredo            | 86 point                |                         |

### Holdkonkurrencen
| Holdkonkurrence | Holdkonkurrence                          | Holdkonkurrence | Holdkonkurrence |
| Hold            | Hold                                     | Tid             |                 |
| --------------- | ---------------------------------------- | --------------- | --------------- |
| 1.              | Bahrain-Merida                           | 151t 23' 41"    |                 |
| 2.              | Lotto NL-Jumbo                           | + 14' 10"       |                 |
| 3.              | Movistar Team                            | + 15' 05"       |                 |
| 4.              | Dimension Data                           | + 15' 32"       |                 |
| 5.              | Sky                                      | + 16' 19"       |                 |
| 6.              | Bora-Hansgrohe                           | + 19' 47"       |                 |
| 7.              | AG2R La Mondiale                         | + 21' 40"       |                 |
| 8.              | EF Education First-Drapac p/b Cannondale | + 32' 31"       |                 |
| 9.              | Astana                                   | + 34' 04"       |                 |
| 10.             | Euskadi Basque Country-Murias            | + 41' 07"       |                 |